# Kancelaria prawna

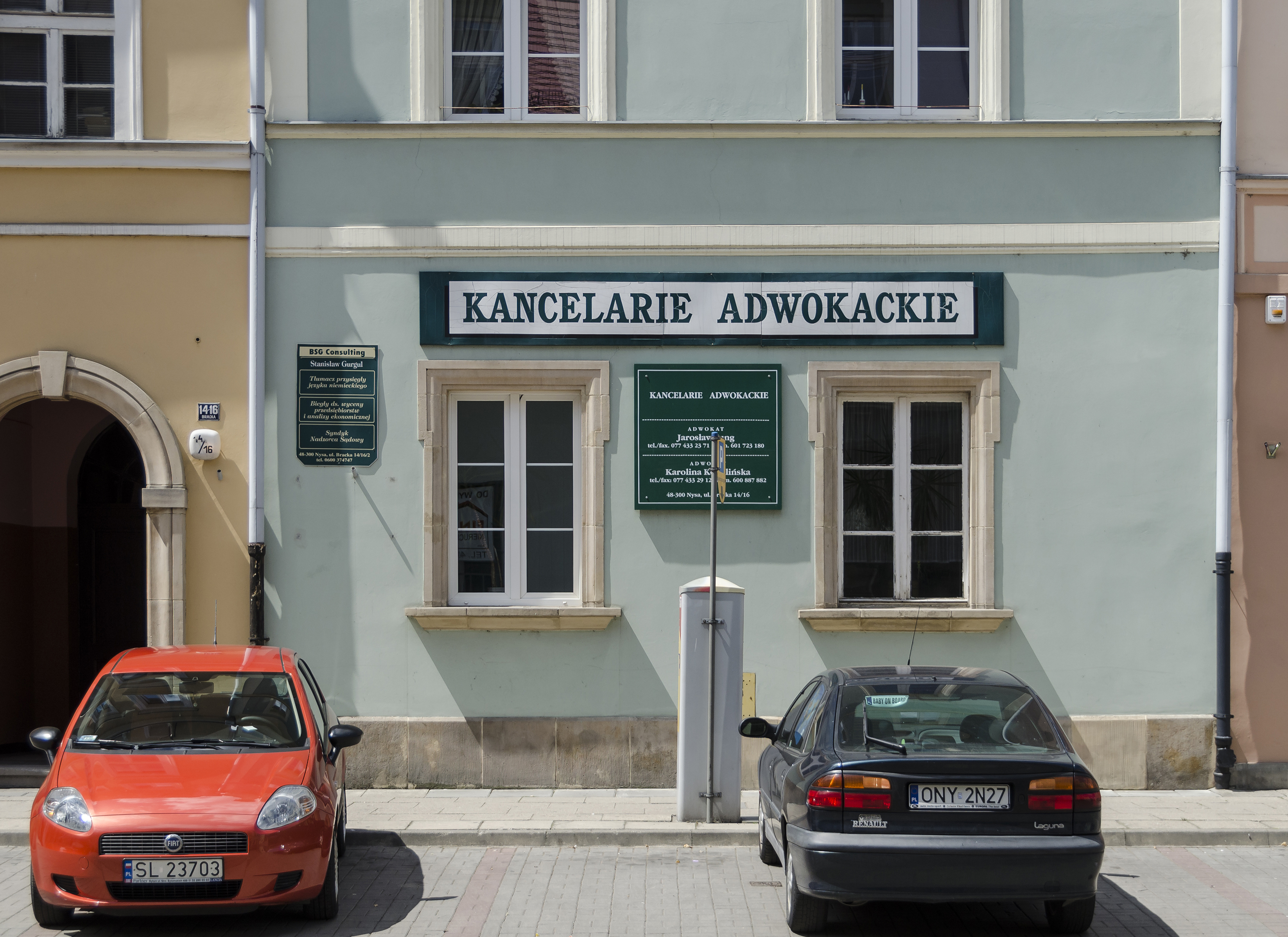
Kancelarie adwokackie w Nysie

Kancelaria prawna (łac. cancellaria) – miejsce wykonywania zawodu przez prawnika oraz zespół osób tam zatrudnionych (biuro prawnika). Oprócz doradztwa w zakresie praw i obowiązków prawnych, kancelarie reprezentują klientów przed sądami i organami administracji, w transakcjach biznesowych, negocjacjach oraz wszędzie tam, gdzie potrzebna jest pomoc prawna (świadczą usługi prawne).

## Formy wykonywania zawodów prawniczych
Kancelarie prawne mogą działać w Polsce w następujących formach prawnych:
- kancelaria adwokacka
- kancelaria radcy prawnego
- spółka cywilna
- spółka jawna
- spółka partnerska
- spółka komandytowa.

Wspólnikami w spółkach cywilnej, jawnej i partnerskiej oraz komplementariuszami w spółce komandytowej mogą być wyłącznie adwokaci lub radcowie prawni, a także prawnicy zagraniczni wykonujący stałą praktykę na podstawie stosownej ustawy, a wyłącznym przedmiotem działalności takich spółek musi być świadczenie pomocy prawnej.
Mimo że nie istnieją przepisy uniemożliwiające zakładanie kancelarii prawnych przez osoby niebędące adwokatami ani radcami prawnymi, które prowadzą działalność gospodarczą w zakresie doradztwa prawnego, nie jest to praktyka dozwolona. Zdaniem Sądu Najwyższego, użyty w nazwie firmy zwrot „kancelaria prawna” może wprowadzać klientów w błąd przez sugestię, że świadczą w niej pomoc prawną osoby będące adwokatami lub radcami prawnymi.
Istniejący w Polsce podział na adwokatów i radców prawnych komplikuje prowadzenie wspólnych kancelarii ze względu na różnice uregulowaniach dotyczących np. reklamy. Obecnie prowadzone są prace mające umożliwić adwokatom i radcom prawnym zakładanie wspólnych kancelarii z doradcami podatkowymi.

## Wielkość kancelarii
Kancelarie prawne mogą mieć skrajnie różną wielkość: od kancelarii jednoosobowej po korporacje międzynarodowe.
Największe na świecie kancelarie prawne pochodzą z Wielkiej Brytanii i USA (m.in. Allen & Overy, Baker & McKenzie, Clifford Chance, DLA Piper i Freshfields).

## Rankingi w Polsce
Rankingi kancelarii prawnych opracowywane i publikowane są przez „Rzeczpospolitą” oraz „Dziennik Gazetę Prawną”.